# Râul Ebola
Ebola sau Legbala, odinioară numit și Apa Albă, este numele unui râu din Republica  Democrată Congo, care la confluența sa cu râul Dwa formează râul Mongala (care este un afluent al fluviului Congo) aproximativ la 8 km sud-est de orașul Businga. 
În 1976, râul a dat numele său virusului Ebola, care a fost identificat în timpul unei epidemii în localitatea Yambuku, în apropierea de care trece acest râu.